# Armensko višavje
Armensko višavje (armensko Հայկական լեռնաշխարհ, latinizirano: Haykakan leṙnašxarh), tudi Armenska planota ali preprosto Armenija, je osrednja in najvišja od treh celinskih planot, ki skupaj tvorijo severni del srednjevzhodne regije. Proti zahodu se razprostira Anatolska planota, ki se počasi dviga od obale Egejskega morja do povprečne višine 900 m na vzhodu, na jugovzhodu pa je Iransko višavje z nadmorskimi višinami okrog 1500 m. V Armeniji se povprečna višina strmo dvigne na več kot 2000 m.
V antiki je bilo območje znano kot Velika Armenija (Armenia major) in je igralo ključno vlogo v zgodovini armenskega naroda kot ena od treh geopoličnih regij, povezanih z Armenci (drugi dve sta Mala Armenija in Sofena). V srednjem veku se je tu naselilo večje število Turkmenov.
Višavje so v preteklosti naseljevala huritsko-urartska plemena, Armenci in gruzinske, asirske ter grške manjšine. Nad krščanskim prebivalstvom zahodnega dela regije je bil v sodobni zgodovini izveden genocid. Danes v regiji živijo predvsem Armenci, Gruzijci, Kurdi, Azerbajdžanci in Turki.

## Pomembnejši vrhovi
|   | Gora        | Višina  | Lega                            |
| - | ----------- | ------- | ------------------------------- |
| 1 | Ararat      | 5.137 m | provinca Ağrı                   |
| 2 | Aragac      | 4.095 m | provinca Aragacotn              |
| 3 | Süphan      | 4.058 m | provinca Bitlis                 |
| 4 | Kapudzhuh   | 3.906 m | provinca Sjunik / rajon Ordubad |
| 5 | Aždahak     | 3.597 m | provinca Gegharkunik            |
| 6 | Kezelboghaz | 3.594 m | provinca Sjunik                 |
| 7 | Artos       | 3.515 m | provinca Van                    |